# GNOME Web
Ne doit pas être confondu avec World Wide Web, Epiphany (album de T-Pain) ou Épiphanie.
GNOME Web (anciennement Epiphany) est un navigateur web libre qui se veut simple d'utilisation et parfaitement intégré à l'environnement de bureau GNOME qu'il équipe par défaut.
Son interface est basée sur la boîte à outils GTK, tandis que le moteur de rendu de pages web utilisé est WebKitGTK, un portage de WebKit (le moteur de rendu déjà utilisé notamment par le navigateur Safari d'Apple et qui est à la base de celui utilisé par le navigateur Chrome de Google). L’historique est géré par une base de données SQLite.

## Fonctionnalités
Outre les fonctionnalités habituellement attendues d'un navigateur (dont le rétablissement au lancement des onglets de la dernière session, l'affichage sous forme de vignettes des sites les plus visités, mais aussi la prise en charge de l'entête Do Not Track et le mode de navigation privée), notons quelques particularités :
- Les marque-pages sont ici nommés « signets ».
- La recherche web s'effectue directement depuis la barre d'adresse : lors de la saisie d'un mot ou d'une expression dans la barre d'adresse, une liste apparaît en dessous et permet de sélectionner simplement le moteur avec lequel lancer la recherche.
- Mode Application : possibilité de créer des applications à partir de services Web. Ces applications peuvent alors être lancées directement depuis le panneau Activités du Shell. Le mode application est une instance indépendante du navigateur et dépourvue des fonctions de navigation (seulement la barre de titre, et tout clic sur un lien hypertexte lance le navigateur complet)[4].
- Blocage de publicités : fonctionnalité incluse d'origine[5] et désormais activée par défaut.

## Histoire

### Naissance d'Epiphany
Le développement d'Epiphany a commencé en novembre 2002 quand le développeur principal de Galeon, Marco Pesenti Gritti, a quitté le projet, fatigué par les éternelles dissensions avec certains autres développeurs au sujet des évolutions à apporter à l'interface graphique du navigateur.
Marco était en faveur d'une interface épurée, en phase avec la philosophie générale du bureau GNOME tandis que certains autres développeurs étaient complètement opposés à cette simplification qu'ils trouvaient trop extrême. Marco a alors implémenté ses idées d'interface dans Epiphany en prenant le code de Galeon comme point de départ.

### Abandon du moteur de rendu Gecko au profit de WebKit
Depuis la version 2.28, sortie le 26 septembre 2009, Epiphany repose sur le moteur de rendu WebKitGTK+.
Initialement, Epiphany était basé sur le moteur Gecko (issu du projet Mozilla et propulsant le navigateur Mozilla Firefox). En avril 2008, les développeurs d'Epiphany annoncent l'abandon du moteur de rendu Gecko au profit exclusif de WebKitGTK. La version 2.26.3 sortie le 29 juin 2009 est ainsi la dernière basée sur Gecko.

### Refonte de l'interface et renommage
Sur un cycle allant de la version 3.4 à la version 3.8, Epiphany, désormais nommé « Web », réalise une profonde refonte de son interface.

### Étapes importantes suivantes
La version 3.8, sortie le 27 mars 2013, marque le passage à WebKit2GTK+. La transition est complètement terminée avec la sortie de la version 3.12.
Avec la version 3.10, DuckDuckGo remplace Google comme moteur de recherche par défaut dans le cadre d'un partenariat.